# Linn (Wisconsin)
Linn es un pueblo ubicado en el condado de Walworth en el estado estadounidense de Wisconsin. En el Censo de 2010 tenía una población de 2.383 habitantes y una densidad poblacional de 27,54 personas por km².

## Geografía
Linn se encuentra ubicado en las coordenadas 42°31′58″N 88°28′37″O / 42.53278, -88.47694. Según la Oficina del Censo de los Estados Unidos, Linn tiene una superficie total de 86.53 km², de la cual 71.17 km² corresponden a tierra firme y (17.75%) 15.36 km² es agua.

## Demografía
Según el censo de 2010, había 2.383 personas residiendo en Linn. La densidad de población era de 27,54 hab./km². De los 2.383 habitantes, Linn estaba compuesto por el 96.27% blancos, el 0.08% eran afroamericanos, el 0.42% eran amerindios, el 0.84% eran asiáticos, el 0% eran isleños del Pacífico, el 1.22% eran de otras razas y el 1.17% pertenecían a dos o más razas. Del total de la población el 6.29% eran hispanos o latinos de cualquier raza.